# Cylindromyia rufifrons
Cylindromyia rufifrons là một loài ruồi trong họ Tachinidae.